# Танчо Джамбазов
Танчо Джамбазов (на мъгленорумънски: Tanciu Giambazi) е български революционер от мъгленорумънски произход, гевгелийски войвода на Вътрешната македоно-одринска революционна организация.

## Биография
Танчо Джамбазов роден в мъгленорумънското гевгелийско село Люмница, днес Скра, Гърция и по народност е мъгленски влах. Влиза във ВМОРО и става четник. Загива в сражение на 21 март 1905 година при село Лесково